# 1 500 meter för herrar i friidrott vid olympiska sommarspelen 2004
1 500 meter herrar vid Olympiska sommarspelen 2004 genomfördes vid Atens olympiska stadion mellan 20 och 24 augusti.

## Medaljörer
| Event       | Guld                       | Guld    | Silver              | Silver  | Brons              | Brons   |
| 1 500 meter | Hicham El Guerrouj Marocko | 3.34,18 | Bernard Lagat Kenya | 3.34,30 | Rui Silva Portugal | 3.34,68 |

## Resultat
Från de tre försöksheaten gick de fem främsta i varje heat samt de nio bästa tiderna därutöver vidare till semifinalerna.

Från de två semifinalerna gick de fem främsta från varje heat samt de två bästa tiderna därutöver till finalen.
Alla tider visas i minuter och sekunder.

Q automatiskt kvalificerad.

q en av de bästa tiderna därutöver.

DNS startade inte.

DNF kom inte i mål.

OR markerar olympiskt rekord.

NR markerar nationsrekord.

PB markerar personligt rekord.

SB markerar bästa resultat under säsongen.

DSQ markerar diskvalificerad eller utesluten.

### Heat
| Placering | Heat | Idrottare                | Land             | Tid     | Noteringar |
| --------- | ---- | ------------------------ | ---------------- | ------- | ---------- |
| 1         | 3    | Michael East             | Storbritannien   | 3:37.37 | Q          |
| 2         | 3    | Timothy Kiptanui         | Kenya            | 3:37.71 | Q          |
| 3         | 3    | Ivan Hesjko              | Ukraina          | 3:37.78 | Q          |
| 4         | 1    | Hicham El Guerrouj       | Marocko          | 3:37.86 | Q          |
| 5         | 3    | Rashid Ramzi             | Bahrain          | 3:37.93 | Q          |
| 6         | 3    | Tarek Boukensa           | Algeriet         | 3:37.94 | Q          |
| 7         | 1    | Rui Silva                | Portugal         | 3:37.98 | Q          |
| 8         | 1    | Álvaro Fernández         | Spanien          | 3:38.34 | Q          |
| 9         | 3    | Juan Carlos Higuero      | Spanien          | 3:38.36 | q          |
| 10        | 1    | Kamal Boulahfane         | Algeriet         | 3:38.59 | Q          |
| 11        | 3    | Youssef Baba             | Marocko          | 3:38.71 | q          |
| 12        | 1    | Isaac Kiprono Songok     | Kenya            | 3:38.89 | Q          |
| 13        | 1    | Kevin Sullivan           | Kanada           | 3:39.30 | q          |
| 14        | 1    | Michal Šneberger         | Tjeckien         | 3:39.68 | q          |
| 15        | 2    | Reyes Estévez            | Spanien          | 3:39.71 | Q          |
| 16        | 2    | Bernard Lagat            | Kenya            | 3:39.80 | Q          |
| 16        | 2    | Nick Willis              | Nya Zeeland      | 3:39.80 | Q          |
| 18        | 2    | Adil Kaouch              | Marocko          | 3:39.88 | Q          |
| 19        | 3    | Manuel Damião            | Portugal         | 3:39.94 | q          |
| 20        | 2    | Mulugeta Wendimu         | Etiopien         | 3:39.96 | Q          |
| 21        | 2    | Gert-Jan Liefers         | Nederländerna    | 3:40.10 | q          |
| 22        | 2    | Hudson de Souza          | Brasilien        | 3:40.78 | q          |
| 23        | 2    | Johan Cronje             | Sydafrika        | 3:40.99 | q          |
| 24        | 1    | James Nolan              | Irland           | 3:41.14 | q          |
| 25        | 2    | Alan Webb                | USA              | 3:41.25 |            |
| 26        | 2    | Aleksandr Krivtjonkov    | Ryssland         | 3:41.37 |            |
| 27        | 3    | Charlie Gruber           | USA              | 3:41.73 |            |
| 28        | 2    | Abdulrahman Suleiman     | Qatar            | 3:42.00 |            |
| 29        | 2    | Mohamed Khaldi           | Algeriet         | 3:42.47 |            |
| 30        | 2    | Mehdi Baala              | Frankrike        | 3:46.06 |            |
| 31        | 1    | Wolfram Mueller          | Tyskland         | 3:46.75 |            |
| 32        | 3    | Branko Zorko             | Kroatien         | 3:48.28 |            |
| 33        | 3    | Zhaobo Dou               | Kina             | 3:50.28 |            |
| 34        | 1    | Mounir Yemmouni          | Frankrike        | 3:51.08 |            |
| 35        | 1    | Grant Robison            | USA              | 3:53.66 |            |
| 36        | 1    | Roberto Caraciolo Mandje | Ekvatorialguinea | 4:03.37 | NR         |
| 37        | 3    | Neil Weare               | Guam             | 4:05.86 |            |
| 38        | 3    | Jimmy Anak Ahar          | Brunei           | 4:14.11 |            |
| 99        | 1    | Peter Roko Ashak         | Sudan            | DNS     |            |
| 99        | 3    | Mwera Samwel             | Tanzania         | DNS     |            |

### Semifinaler
| Placering | Heat | Idrottare            | Land           | Tid     | Noteringar |
| --------- | ---- | -------------------- | -------------- | ------- | ---------- |
| 1         | 1    | Adil Kaouch          | Marocko        | 3:35.69 | Q          |
| 2         | 1    | Bernard Lagat        | Kenya          | 3:35.84 | Q          |
| 3         | 1    | Gert-Jan Liefers     | Nederländerna  | 3:36.00 | Q          |
| 4         | 1    | Reyes Estévez        | Spanien        | 3:36.05 | Q          |
| 5         | 1    | Ivan Hesjko          | Ukraina        | 3:36.20 | Q          |
| 6         | 1    | Michael East         | Storbritannien | 3:36.46 | q          |
| 7         | 1    | Isaac Kiprono Songok | Kenya          | 3:37.10 | q          |
| 8         | 1    | Manuel Damião        | Portugal       | 3:37.16 |            |
| 9         | 1    | Hudson de Souza      | Brasilien      | 3:38.83 |            |
| 10        | 2    | Hicham El Guerrouj   | Marocko        | 3:40.87 | Q          |
| 11        | 2    | Rui Silva            | Portugal       | 3:40.99 | Q          |
| 12        | 2    | Timothy Kiptanui     | Kenya          | 3:41.04 | Q          |
| 13        | 2    | Mulugeta Wendimu     | Etiopien       | 3:41.14 | Q          |
| 14        | 2    | Kamal Boulahfane     | Algeriet       | 3:41.27 | Q          |
| 15        | 2    | Nick Willis          | Nya Zeeland    | 3:41.46 |            |
| 16        | 2    | Álvaro Fernández     | Spanien        | 3:42.01 |            |
| 17        | 2    | Juan Carlos Higuero  | Spanien        | 3:42.13 |            |
| 18        | 1    | James Nolan          | Irland         | 3:42.61 |            |
| 19        | 2    | Kevin Sullivan       | Kanada         | 3:42.86 |            |
| 20        | 2    | Youssef Baba         | Marocko        | 3:42.96 |            |
| 21        | 2    | Johan Cronje         | Sydafrika      | 3:44.41 |            |
| 22        | 1    | Rashid Ramzi         | Bahrain        | 3:44.60 |            |
| 23        | 2    | Michal Šneberger     | Tjeckien       | 3:47.03 |            |
| 99        | 1    | Tarek Boukensa       | Algeriet       | DNF     |            |

### Final
| Placering | Idrottare            | Land           | Tid     | Noteringar |
| --------- | -------------------- | -------------- | ------- | ---------- |
| 1         | Hicham El Guerrouj   | Marocko        | 3.34,19 |            |
| 2         | Bernard Lagat        | Kenya          | 3.34,30 |            |
| 3         | Rui Silva            | Portugal       | 3.34,68 |            |
| 4         | Timothy Kiptanui     | Kenya          | 3:35.61 |            |
| 5         | Ivan Hesjko          | Ukraina        | 3:35.82 |            |
| 6         | Michael East         | Storbritannien | 3:36.33 |            |
| 7         | Reyes Estévez        | Spanien        | 3:36.63 |            |
| 8         | Gert-Jan Liefers     | Nederländerna  | 3:37.17 |            |
| 9         | Adil Kaouch          | Marocko        | 3:38.26 |            |
| 10        | Mulugeta Wendimu     | Etiopien       | 3:38.33 |            |
| 11        | Kamal Boulahfane     | Algeriet       | 3:39.02 |            |
| 12        | Isaac Kiprono Songok | Kenya          | 3:41.72 |            |

## Rekord

### Världsrekord
- Hicham El Guerrouj, Marocko - 3.26,00 - 14 juli 1998 - Rom, Italien

### Olympiskt rekord
- Noah Ngenyi, Kenya - 3.32,07 - 29 september 2000 - Sydney, Australien

## Tidigare vinnare

### OS
- 1896 i Aten: Edwin Flack, Australien – 4.33,2
- 1900 i Paris: Charles Bennett, Storbritannien – 4.06,2
- 1904 i S:t Louis: James Lightbody, USA – 4.05,4
- 1906 i Aten: James Lightbody, USA – 4.12,0
- 1908 i London: Melvin Sheppard, USA – 4.03,4
- 1912 i Stockholm: Arnold Jackson, Storbritannien, 3.56,8
- 1920 i Antwerpen: Albert Hill, Storbritannien – 4.01,8
- 1924 i Paris: Paavo Nurmi, Finland – 3.53,6
- 1928 i Amsterdam: Harry Larva, Finland – 3.53,2
- 1932 i Los Angeles: Luigi Beccali, Italien – 3.51,2
- 1936 i Berlin: Jack Lovelock, Nya Zeeland – 3.47,8
- 1948 i London: Henry Eriksson, Sverige – 3.49,8
- 1952 i Helsingfors: Josy Barthel, Luxemburg – 3.45,1
- 1956 i Melbourne: Ron Delaney, Irland – 3.41,2
- 1960 i Rom: Herb Elliot, Australien – 3.35,6
- 1964 i Tokyo: Peter Snell, Nya Zeeland – 3.38,1
- 1968 i Mexico City: Kipchoge Keino, Kenya – 3.34,9
- 1972 i München: Pekka Vasala, Finland – 3.36,3
- 1976 i Montréal: John Walker, Nya Zeeland – 3.39,17
- 1980 i Moskva: Sebastian Coe, Storbritannien – 3.38,40
- 1984 i Los Angeles: Sebastian Coe, Storbritannien – 3.32,53
- 1988 i Seoul: Peter Rono, Kenya – 3.35,95
- 1992 i Barcelona: Fermin Cacho, Spanien – 3.40,12
- 1996 i Atlanta: Noureddine Morceli, Algeriet – 3.35,78
- 2000 i Sydney: Noa Kiprono Ngenyi, Kenya – 3.32,07

### VM
- 1983 i Helsingfors: Steve Cram, Storbritannien – 3.41,59
- 1987 i Rom: Abdi Bile, Somalia – 3.36,80
- 1991 i Tokyo: Noureddine Morceli, Algeriet – 3.32,84
- 1993 i Stuttgart: Noureddine Morceli, Algeriet – 3.34,24
- 1995 i Göteborg: Noureddine Morceli, Algeriet – 3.33,73
- 1997 i Aten: Hicham El Guerrouj, Marocko – 3.35,83
- 1999 i Sevilla: Hicham El Guerrouj, Marocko – 3.27,65
- 2001 i Edmonton: Hicham El Guerrouj, Marocko – 3.30,68
- 2003 i Paris: Hicham El Guerrouj, Marocko – 3.31,77